# Legyetek szeretettel
A Legyetek szeretettel 2023-as magyar életrajzi drámasorozat, amit Szilágyi Andor rendezett és írt. A főbb szerepekben Jámbor Nándor, Darvasi Áron, Szép Domán, Szamosi Zsófia, Lőte Attila és Csőre Gábor látható.
A sorozatot 2023. április 24-én mutatta be a Hír TV.

## Ismertető
Egy Youtuber felderíti Brenner János életét és halála körülményeit.

## Szereplők

### Főszereplők
| Szerep          | Színész       | Leírás                                             |
| --------------- | ------------- | -------------------------------------------------- |
| Brenner János   | Jámbor Nándor | Ciszterci szerzetes, akit 1957-ben meggyilkolnak.  |
| Pintér János PJ | Darvasi Áron  | Youtuber.                                          |
| Schaffer atya   | Lőte Attila   | Titokzatos férfi, aki ismeri Brenner János életét. |
| Tóka Ferenc     | Csőre Gábor   | Brenner János feltételezett gyilkosa.              |

### További szereplők
- Albert Péter – Klamerusz Béla
- Antal D. Csaba – Szendrei Tibor
- Bakos Boriska – csaposlány
- Bálint Éva – Kóczánné
- Balogh János – Dudás
- Bánfalvi Richárd – vasúti rendőr
- Bellus Attila – Kovács Sándor
- Besenczi Árpád – Redécsi
- Baudrexler László Péter – vasúti rendőr
- Csonka Szilvia – Cilike
- Danó Ádám – helyszínelő
- Deli Attila – posztos rendőr
- Duna Orsolya – várandós anyuka
- Dura Veronika – Szendreiné
- Ecsedi Erzsébet – Málcsi néni
- Egri Bálint – Varjas Győző
- Farkas Gergő – Grocsics
- Farkas Ignác – Németh József
- Ferenc Krisztián – helyszínelő
- Gábor László – egyetemista fiú a vonaton
- Gyulai-Zékány István – Brenner József atya
- Hajdu Péter István – fiatal nyomozó
- Hajdu T. Miklós – fiatal nyomozó
- Helvaci Ersan David – templomi fiatalember
- Herczeg Anita – zongorista
- Hertelendy Attila – Rajczák
- Horváth Ákos – határőr járőrvezető
- Horváth János – Szekeres ember
- Hörcsik Lajos – Ifj. Galántai Mihály
- Hörcsik Regina – Galántai Rozi
- Hrabovszky-Orth Katinka – Vámos Erzsébet
- Juhász Réka – Somfalviné
- Kelemen Zoltán – Prezsák Mihály
- Keller Dániel – Fenyvesi
- Keller-Dénes Emőke – Somfalvi Katalin
- Kiss Ernő – verőember
- Kolnai Kovács Gergely – Pallaghy Joachim
- Kovács Martin – ügyeletes rendőr
- Kováts Dóra – Fenyvesiné
- Kozma Dániel – vasúti kalauz
- Magyar Cecília – pincérnő
- Mesterházy Gyula – dr. Bokor
- Mihály Péter – Palotás Dénes
- Németh Judit – mami
- Németh Gyöngyi – Pirike
- Orosz Róbert – papi
- Pálfai Péter – Somfalvi Sándor
- Pintér Anna – recepciós lány
- Róbert Gábor – Csüge
- Rodek Zoltán – helyszínelő
- Rozsnay Károly – helyszínelő
- Sándor Jolán – templomi néne
- Sipos Kornél – nőorvos
- Sipos László Márk – Kóczán
- Skultéty Rita – Dobos
- Soronics Róbert – helyszínelő
- Sz. Nagy Ildikó – Galántainé
- Szabó Róbert Endre – Illés László
- Szabó György – Németh József
- Szabó Tibor – Finta Sándor
- Szakály Aurél – dr. Hantos
- Szamosi Zsófia – Tókáné
- Szép Domán – Csaszi
- Szép Renáta – egyetemista lány a vonaton
- Szerémi Zoltán – Kozma atya
- Ticz András – Somfalvi unoka
- Till Jonathan – resti pincér
- Tóth László – Buszkalauz
- Váncsa Gábor – Brenner László atya
- Varga József – főhelyszínelő

## Epizódok
A sorozat premierje 2023. április 24-én volt a Hír TV-n.
| Sor. | Év. | Cím     | Rendező        | Író            | Premier           |
| ---- | --- | ------- | -------------- | -------------- | ----------------- |
| 1.   | 1.  | 1. rész | Szilágyi Andor | Szilágyi Andor | 2023. április 24. |
| 2.   | 2.  | 2. rész | Szilágyi Andor | Szilágyi Andor | 2023. április 25. |
| 3.   | 3.  | 3. rész | Szilágyi Andor | Szilágyi Andor | 2023. április 26. |
| 4.   | 4.  | 4. rész | Szilágyi Andor | Szilágyi Andor | 2023. április 27. |
| 5.   | 5.  | 5. rész | Szilágyi Andor | Szilágyi Andor | 2023. április 28. |
| 6.   | 6.  | 6. rész | Szilágyi Andor | Szilágyi Andor | 2023. május 2.    |
| 7.   | 7.  | 7. rész | Szilágyi Andor | Szilágyi Andor | 2023. május 3.    |
| 8.   | 8.  | 8. rész | Szilágyi Andor | Szilágyi Andor | 2023. május 4.    |

## A sorozat készítése
A Nemzeti Filmintézet 550 millió forintos támogatásával készült sorozat forgatása 2022 februárjában kezdődött Szentgotthárdon. A temetési jeleneteket a szombathelyi Szalézi-templomban forgatták. Az eredetileg 7 részesre tervezett sorozatot a Hír TV mutatta volna be 2022 decemberében. Később kiderült, hogy a Magyar Mozi TV fogja bemutatni 2023 márciusában. Végül mégiscsak a Hír TV mutatta be 2023. április 24-én.
2025. február 25-től az M5 is a műsorára tűzte a sorozatot.